# Perfektionsfahrt
Die Perfektionsfahrt ist Teil der Führerschein-Stufenausbildung in Österreich (Modell der Mehrphasenausbildung). Nach dem Erwerb des Führerscheins Klasse B wird innerhalb der Jahresfrist zweimal eine 50-minütige Perfektionsfahrt bei einem dafür ausgebildeten Fahrlehrer durchgeführt. Dabei ist es möglich, auch das Fahrzeug des Führerscheinbesitzers zu verwenden. Ziel der Übung ist die Gegenüberstellung der eigenen Sicht des Verkehrsverhaltens mit einer äußeren Sicht, die in einem ebenfalls jeweils 50-minütigen Nachgespräch stattfindet.